# Río Gallatin

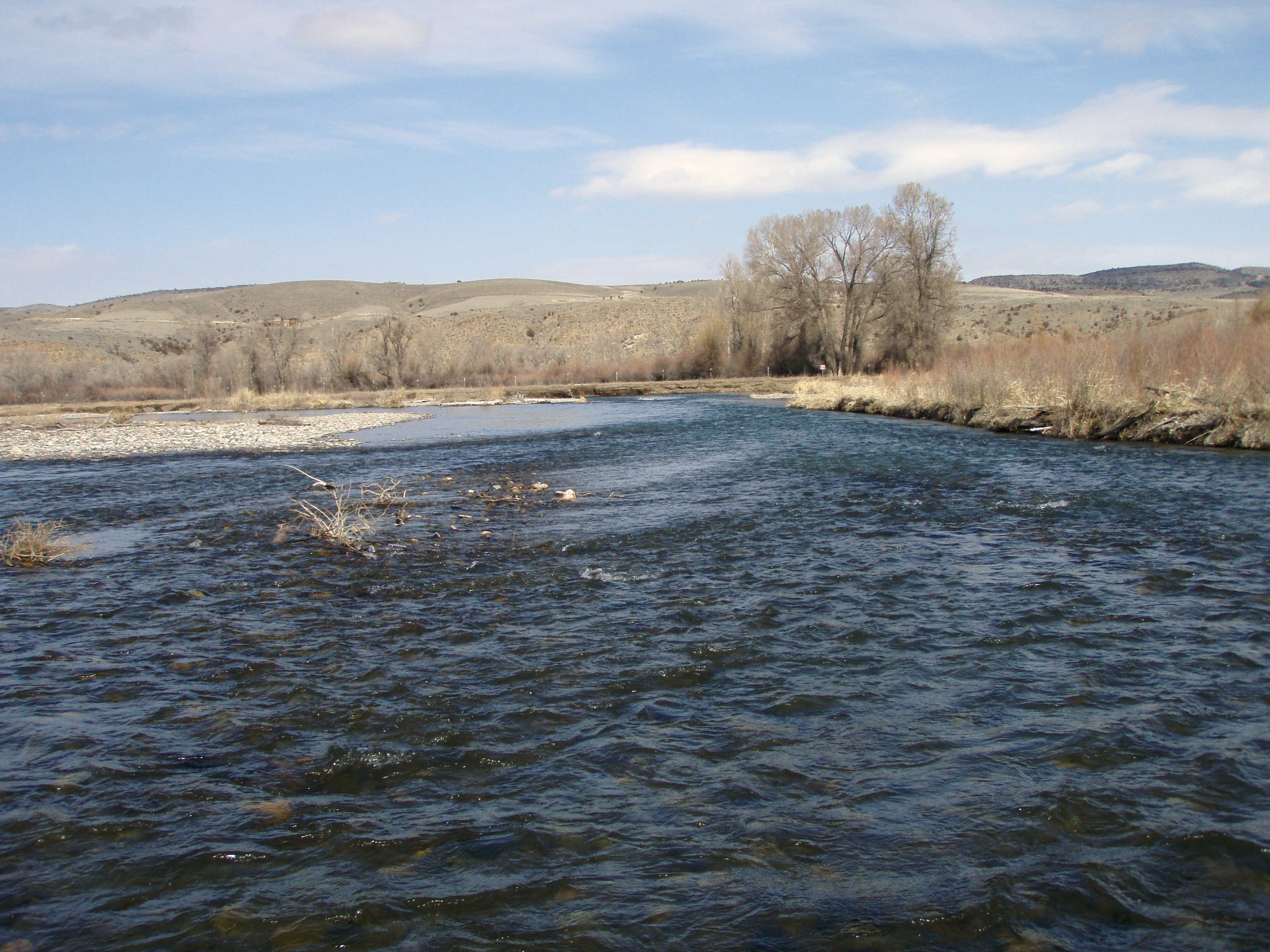
Curso bajo del río Gallatin (cerca de Manhattan (Montana).

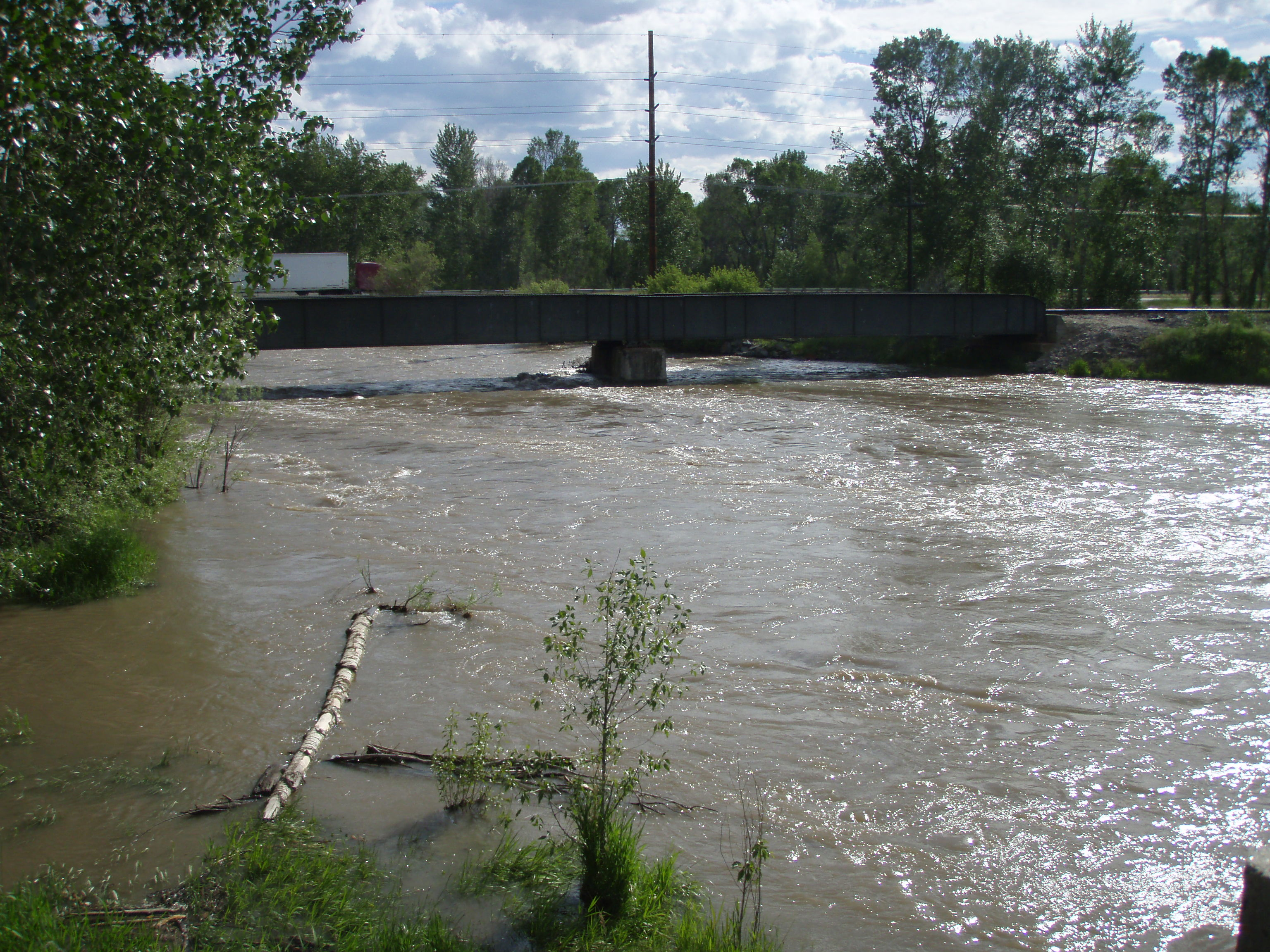
El río Gallatin a finales de primavera, cerca de la I-90 (junio de 2008).

El río Gallatin es un afluente del río Misuri que fluye por los estados de Wyoming y Montana en los Estados Unidos. Tiene una longitud de aproximadamente 193 km y es, junto con el Jefferson y el Madison, uno de los tres ríos que convergen en Three Forks (Montana) para formar el río Misuri.
El río Gallatin nace en el extremo noroeste del estado de Wyoming, en el noroeste del parque nacional de Yellowstone, en la cordillera Gallatin, una de las estribaciones de las Montañas Rocosas; fluye hacia el noroeste a través del Bosque Nacional de Gallatin, pasando por Big Sky hasta unirse al Jefferson y al Madison aproximadamente a 48 km al noroeste de Bozeman (Montana).

## Historia
El río fue nombrado en julio de 1805 por Meriwether Lewis en Three Forks (tres bifurcaciones en español). La bifurcación del este fue nombrada en homenaje a Albert Gallatin, Secretario del Tesoro de los Estados Unidos (1801-14); la del oeste en homenaje al presidente Thomas Jefferson y la bifurcación central al Secretario de Estado James Madison.
Varias de las escenas del ambiente natural en la película A River Runs Through It fueron filmadas en 1992 en el río Gallatin.
- Datos: Q1325962
- Multimedia: Gallatin River / Q1325962